# Русская медная компания
«Русская медная компания» (РМК) — российская металлургическая компания. Штаб-квартира — в Екатеринбурге. РМК осуществляет деятельность на территории России в Свердловской, Челябинской, Оренбургской, Новгородской областях, в Хабаровском крае, а также на территории Республики Казахстан (Актюбинская область).

## История
Компания основана в 2004 году. Полное наименование — Группа Русская медная компания.
В 2013 году был введён в эксплуатацию Михеевский ГОК. В 2014 году дочерние компании «Ормет» и «Актюбинская медная компания» заключили соглашение на освоение Весенне-Аралчинского месторождения в Казахстане. В 2017 году началась работа по освоению Весенне-Аралчинского месторождения.
В 2017 году было начато строительство горно-обогатительного комбината на Томинском месторождении.
Выручка компании в 2018 году составила 155 миллиардов рублей. По этому показателю «Русская медная компания» заняла 65 место в списке крупнейших российских компаний, составленном журналом «Forbes» в 2019 году.
В 2019 году компания инвестировала 760 миллионов долларов США в горнодобывающее направление, что на 13 % больше чем годом ранее.
В сентябре 2019 года «Русская медная компания» заключила соглашение о льготном долгосрочном кредите в 7 миллиардов рублей с «Газпромбанком», «Сбербанком» и ВЭБом для проектного финансирования работ по освоению Малмыжского месторождения в Хабаровском крае, где планируется построить горно-обогатительный комбинат по переработке 56 миллионов тонн руды в год.
В 2020 году было сдано в эксплуатацию новое офисное здание РМК на улице Горького, 57. Проект здания разрабатывался компанией Foster + Partners.

## Структура
В состав РМК входит 40 предприятий в Челябинской, Свердловской, Оренбургской, Новгородской областях, Хабаровском крае и Казахстане, в частности 11 предприятий горнодобывающего и металлургического профиля, действующих на территории Свердловской, Челябинской, Оренбургской, Новгородской областей, Хабаровского края, а также Казахстана:
- Актюбинская медная компания
- Александринская горно-рудная компания
- Верхнеуральская руда
- Карабашмедь
- Кыштымский медеэлектролитный завод
- Маукский рудник
- Михеевский горно-обогатительный комбинат
- Новгородский металлургический завод
- ОРМЕТ
- Томинский ГОК
- Уралгидромедь
- Амур Минералс[17][18]

До 2008 года компании принадлежал Ревдинский завод по обработке цветных металлов; в 2008 году он был продан Уральской горно-металлургической компании (формально сделка была закрыта только в 2009 году).

### Амур Минералс
В 2006 году «Амур Минералс» получила лицензию на пользование недрами Малмыжского рудного поля с целью геологического изучения, разведки и добычи рудного золота и сопутствующих компонентов. В 2010 году компания также получила лицензию на аналогичные работы на участке Северный Малмыж. В июле 2016 года распоряжением Правительства РФ «Амур Минералс» предоставлено разрешение на проведение разведки и добычи рудного золота и меди на данном объекте.

### Александринская горно-рудная компания
Создана в 1995 году. Учредителями стали Кыштымский медеэлектролитный завод (59 % акций), Магнитогорский металлургический комбинат (10 %) и Euromin (31 %). В 1996 году Euromin передал свою долю «МАПО-банку». В 2004 году вошла в группу «Русская медная компания». Для пополнения рудной базы АГК ведёт геологоразведочные работы на Катабукском участке медно-цинковых колчеданных руд на территориях Верхнеуральского и Нагайбакского районов Челябинской области. В 2013 году АГК получила право добычи рудного золота на Карано-Александровской площади в Башкирии. В 2019 году компания приобрела лицензию на право пользования Салаватским участком медных руд в Абзелиловском районе Башкирии.

## Деятельность
РМК — вертикально интегрированный производственный холдинг, в состав которого входят 11 операционных предприятий горнодобывающего и металлургического профиля. В металлургическое подразделение РМК входят предприятия, осуществляющие переработку руды в черновую медь, и производящие рафинированную медь в виде катодов и медную катанку. Производственные мощности составляют до 220 тысяч тонн меди катодной и до 230 тысяч тонн медной катанки в год. Русская медная компания в настоящее время является третьим производителем рафинированной меди в России, доля на российском рынке — 16 %, доля на мировом рынке производства меди около 1 %. Попутно РМК производит цинковый концентрат, золото и серебро.
В 2021 году компания заняла в рейтинге журнала Forbes «200 крупнейших частных компаний России» 21 место с выручкой 245,2 млрд рублей, а в 2023 году вошла в рейтинг «30 крупнейших компаний-инвесторов России» на 21 месте, инвестировав в 2022 году 37,8 млрд рублей.

## Санкции
19 мая 2023 года, на фоне вторжения России на Украину, компания включена в санкционный список Великобритании, так как компания «продолжает играть ключевую роль в секторе, имеющем стратегическое значение» для ведения боевых действий России на Украине. Также под санкции попал основной акционер РМК так как «Алтушкин и его бизнес продолжают играть ключевую роль в секторе, имеющем стратегическое значение для путинской военной машины».
14 сентября 2023 года, в ответ на российское нападение на Украину, РМК и Игорь Алтушкин включены в блокирующий санкционный список США.